# Gerd Willamowski
Gerd Willamowski (* 21. Januar 1944 in Grundensee/Ostpreußen) ist ein deutscher Politiker der SPD.

## Leben
Nach dem Jura-Studium in Münster, Köln und Bochum promovierte Willamowski 1978. Er war von 1973 bis 1979 Richter in der Verwaltungsgerichtsbarkeit des Landes Nordrhein-Westfalen und wurde dann von 1979 bis 1985 Beigeordneter und Stadtkämmerer in Dorsten (Finanz- und Rechtsdezernat). 1985 wurde er zum Stadtdirektor der Stadt Ahlen/Westf. gewählt. Das Amt übte Willamowski bis einschließlich 4. Dezember 1995 aus.
Von Dezember 1995 bis September 2004 war Willamowski Verbandsdirektor des Kommunalverbands Ruhrgebiet (KVR). In dieser Funktion sorgte er vor allem für die Modernisierung des Verbandes, indem er die Verwaltung verschlankte und Themenbereiche in eigene Organisationen (Ruhr Grün, Kultur Ruhr, Ruhrgebiet Tourismus) auslagerte. Er griff die Idee einer Ruhrstadt auf (die nicht verwirklicht wurde) und gab die Bücher „Ruhrstadt. Die andere Metropole“, „Ruhrstadt. Kultur kontrovers“ und „Ruhrstadt. Zukunft mit Geschichte“ heraus. Während seiner Amtszeit erfolgte die Gründung der Kultur Ruhr GmbH, die das Ruhrgebietsfestival RuhrTriennale veranstaltet. Er war an der Vorbereitung der Bewerbung der Stadt Essen (stellvertretend für das Ruhrgebiet) als Europäische Kulturhauptstadt 2010 beteiligt. Im Zuge des Umbaus des KVR zum Regionalverband Ruhr (RVR) am 1. Oktober 2004 legte Willamowski sein Amt als Verbandsdirektor des KVR nieder.  
Ab 2005 arbeitete er für die Frankfurter Anwaltskanzlei Buse Heberer Fromm. Mit seiner Familie lebt Willamowski in Ahlen/Westf.